# チェ・ジョンウォン (1981年4月生)
チェ・ジョンウォン（최정원、1981年4月24日 - ）は、韓国の女優。東国大学演劇映画学科卒業。2001年『クール』でデビュー。2006年『噂のチル姫』の三女ミチル役で人気を博し、2008年の歴史劇『風の国』ではミチルと役柄が全く対照的なヨン姫を演じた。

## 出演作

### テレビドラマ
- クール（朝鮮語版）（2001年、KBS）
- 神話（朝鮮語版）（2001年、SBS） - ハン・ミニ役
- オールイン（2003年、SBS） - ユ・ジョンエ／チョンエ役
- 愛情万歳（朝鮮語版）（2003年、KBS）
- 12月の熱帯夜（朝鮮語版）（2004年、KBS） - ソン・ジヘ役
- ホン所長の秋（朝鮮語版）（2004年、SBS）
- 噂のチル姫（2006年、KBS） - ナ・ミチル役
- 風の国（2008年-2009年、KBS） - ヨン姫役
- 星をとって（朝鮮語版）（2010年、SBS） - チン・パルガン役
- ブレイン（朝鮮語版）（2011年、KBS） - ユン・ジヘ役
- 彼女の神話（朝鮮語版）（2013年、JTBC） - ウン・ジョンス役
- 魔女の城（朝鮮語版）（2015年-2016年、SBS） - オ・ダンビョル／チン・ダルレ役

### 映画
- 狼たちのバラード（朝鮮語版） (2013)[4]

## 受賞
- 2006年 KBS演技大賞-優秀演技賞/人気賞(噂のチル姫)
- 2008年 KBS演技大賞 ベストカップル賞(風の国)
- 2008年 KBS演技大賞 ミニ水木ドラマ 優秀演技賞(風の国)
- 2009年 第17回 利川春史大賞映画祭/韓流文化大賞

## 家族
妹のチェ・ジョンミン（최정민、1982年 - ）は、フードスタイリストとしてKBS、MBC、SBSなどのテレビ番組に出演している。2011年に姉のチェ・ジョンウォンなど女優たちのダイエット用レシピを収録した本を出した。

## 参考
- 최정원 - NAVER 인물검색
- 최정원 - Daum 인물백과